# Фанвуд (Њу Џерзи)
Фанвуд (енгл. Fanwood) град је у америчкој савезној држави Њу Џерзи.

## Демографија
По попису из 2010. године број становника је 7.318, што је 144 (2,0%) становника више него 2000. године.
| Група             | 2000.         | 2010.         |
| Белци             | 6.132 (85,5%) | 5.853 (80,0%) |
| Афроамериканци    | 369 (5,1%)    | 388 (5,3%)    |
| Азијати           | 315 (4,4%)    | 494 (6,8%)    |
| Хиспаноамериканци | 268 (3,7%)    | 458 (6,3%)    |
| Укупно            | 7.174         | 7.318         |